# Rachid Djebaili
Pour les articles homonymes, voir Djebaïli.
Rachid Djebaïli, (arabe : رشيد جبايلي), né le 26 avril 1975 à Besançon en France, est un footballeur international puis écrivain algérien. Il possède également la nationalité française.
Après des débuts au Besançon RC, il joue ensuite notamment au SR Delémont, à l'Olympique Noisy-le-Sec et à Saint Johnstone FC. Il compte trois sélections en équipe nationale en 2001.

## Biographie

### Footballeur
Rachid Djebaili nait le 26 avril 1975 à Besançon dans le quartier de la Planoise. Il commence le football à l'ASC Planoise-St-Ferjeux tout en pratiquant la boxe. Il atteint dans ce sport les quarts de finale du championnat de France juniors poids welter puis choisit définitivement le football en rejoignant le Besançon Racing Club, club de division 3, à l'âge de dix-sept ans,. Attaquant de soutien évoluant en retrait d'un avant-centre, il dispute, pour sa première saison au club, deux rencontres de championnat. Il s'impose en équipe première lors de la saison 1994-1995 et inscrit six buts en vingt-trois rencontres puis, quatre en vingt-neuf matchs la saison suivante. Il conjugue alors études et sport de haut niveau et obtient une licence de mathématiques.
Il rejoint en 1995 le club suisse du SR Delémont qui évolue en Ligue nationale B. Victime d'une entorse lors de la préparation estivale, il rate les premières rencontres de championnat et, ne fait ses débuts dans l'équipe, que début août lors d'une défaite, face au FC Wil, sur le score d'un but à zéro. En cours de saison, le Fluminense FC, club de première division brésilienne souhaite le recruter. Le SR Delémont est d'accord pour un prêt avec option d'achat mais le transfert ne se fait pas, Fluminense rechercheant des joueurs libres de contrat. Après une saison en Suisse, il revient en France et signe à l'Olympique Noisy-le-Sec, club de National. Il dispute 21 rencontres pour cinq buts marqués lors de cette saison.
En juin 1997, Rachid Djebaili s'engage pour trois ans avec le Club africain en championnat de Tunisie. Après un mois au club, il résilie son contrat en raison de divergences financières et retourne en France. Sans club pendant une saison, il revient en 1999 au Besançon RC mais ne dispute que rencontres en raison de nombreuses blessures. La saison suivante, il retourne à l'Olympique Noisy-le-Sec où il réussit une saison pleine, inscrivant dix buts en 31 matchs.
Ses bonnes performances avec le club francilien lui valent d'être recruté en 2001 par le club écossais de St Johnstone FC sur recommandation de Gilles Rousset, gardien de but d'Heart of Midlothian. Fin septembre, il est convoqué par le sélectionneur Rabah Madjer en équipe nationale d'Algérie. Il dispute deux rencontres de préparation face au FC Zurich et à l'US Créteil, puis, connaît sa première sélection le 6 octobre 2001 dans un match disputé face à la France au Stade de France, la première rencontre entre les deux nations. Il entre en jeu à la 66e minute de la rencontre, perdue sur le score de quatre à un, en remplacement d'Abdelhafid Tasfaout. Le match est arrêté dix minutes plus tard en raison d'un envahissement du terrain par des supporters algériens. Il dispute ensuite deux autres rencontres en amical avec l'équipe nationale, le 15 octobre face au Burkina Faso, victoire deux buts à zéro, puis le 5 décembre face au Ghana, match nul un partout. En club, ses nombreux appels en sélection lui font perdre sa place de titulaire et il renonce à un camp d'entraînement avec l'Algérie pour privilégier son équipe.
N'entrant plus dans les plans de l'entraîneur, il demande à être placé sur la liste des transferts et rejoint en fin de saison le club turc de Göztepe SK qui évolue en Turkiye 1.Lig. Il dispute quinze rencontres pour un but marqué lors cette saison qui voit le club relégué en 2.Lig après une 17e place en championnat. Rachid Djebaili est alors placé sur la liste des transferts et, après un essai au Dinamo Kiev, il s'engage en janvier 2004 au SC Paderborn 07. Il dispute, avec cette équipe, cinq rencontres en Regionalliga Nord, la quatrième division allemande. Après une saison dans le club bahreïni du Riffa Club, il s'engage en avril 2005 au Lausanne-Sports où il termine sa carrière professionnelle.

### Écrivain
Il se consacre ensuite à l'écriture et publie, en 2006, à travers sa maison d'édition, Le Foot expliqué à ma femme, puis La Racaille dont le sujet est lié aux émeutes de 2005 dans les banlieues françaises. Il publie en 2007 un nouveau roman, Le Vingtième Pirate, qui a pour sujet les attentats du 11 septembre 2001.